# Clorat de bari
El clorat de bari, Ba(ClO₃)₂, és un sòlid cristal·lí blanc, la sal de bari de l'àcid àcid clòric. És irritant i tòxic, com ho són tots els compostos de bari solubles. De vegades es fa servir en pirotècnia per produir un color verd. També es fa servir per a la producció d'àcid clòric.

## Reaccions
El clorat de bari pot ser produït a través d'una reacció de substitució doble entre solucions de clorur de bari i clorat de sodi:
BaCl₂ + ₂ NaClO₃ → Ba(ClO₃)₂ + 2 NaCl
Quan es concentra i refreda la mescla resultant, el clorat de bari precipita. Aquesta és potser la preparació més comuna, aprofitant la solubilitat més baixa del clorat de bari en comparació a la del clorat de sodi.
El mètode anterior resulta en una petita contaminació amb sodi, que no és desitjable per usos pirotècnics, on el color groc del sodi pot dominar sobre el color verd del bari. El clorat de bari lliure de sodi pot ser produït directament a partir d'electròlisi:
BaCl₂ + 6 H₂O → Ba(ClO₃)₂ + 6 H₂
També pot ser produït per la reacció de carbonat de bari amb una solució bullent de clorat d'amoni:
2 NH₄ClO₃ + BaCO₃ + Q → Ba(ClO₃)₂ + 2 NH₃ + H₂O + CO₂
La reacció inicialment produeix clorat de bari i carbonat d'amoni; bullir la solució descompon el carbonat d'amoni i elimina l'amoníac i el diòxid de carboni resultants deguts a la seva evaporació, deixant únicament clorat de bari en la solució.
Descomposició
Quan és exposat a la calor, el clorat de bari descompon a clorur de bari i oxigen:
Ba(ClO₃)₂ → BaCl₂ + 3 O₂
Àcid clòric
El clorat de bari es fa servir per produir àcid clòric, el precursor formal de totes les sals de clorats, a través de la seva reacció amb àcid sulfúric diluït, el qual resulta en una solució d'àcid clòric i un precipitat de sulfat de bari insoluble:
Ba(ClO₃)₂ + H₂SO₄ → 2 HClO₃ + BaSO₄
Tant el clorat com l'àcid haurien de ser preparats com a solucions diluïdes dilueix abans de barrejar-les, de manera que l'àcid clòric produït és diluït, perquè les solucions concentrades d'àcid clòric (més de 30%) són inestables i propenses a la descomposició, que de vegades és explosiva.

## Usos comercials

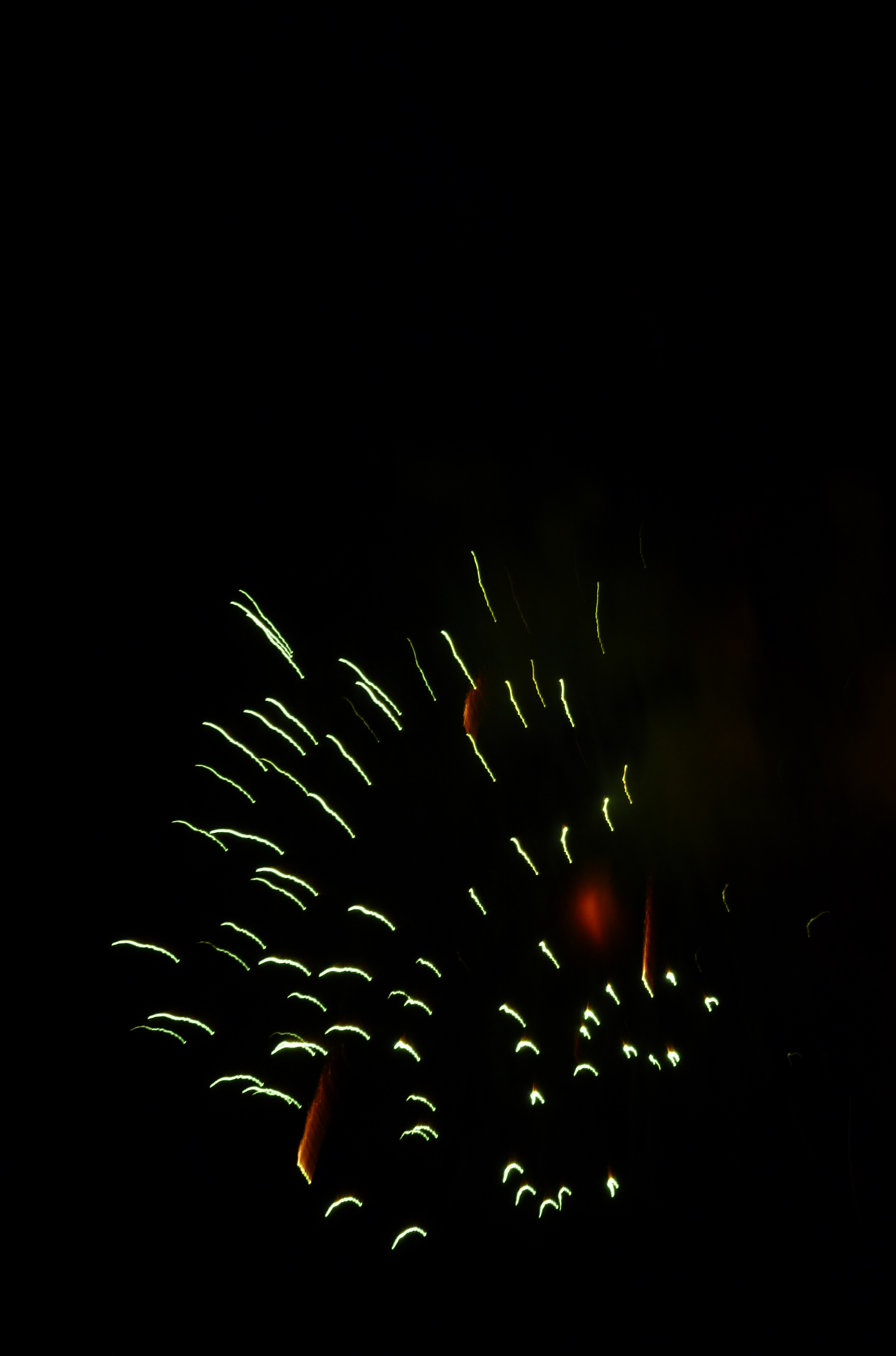
El verd vist en aquest foc artificial és produït pel clorat de bari i el nitrat de bari

El clorat de bari, quan és cremat juntament amb un combustible, produeix una llum verda vibrant. Com que és un oxidant, un donador de clor, i conté un metall, aquest compost produeix un color verd molt peculiar. Tanmateix, a causa de la inestabilitat de tots els clorats en presència de sofre, àcids, i ions d'amoni, els clorats han estat prohibits d'utilitzar en la classe C de focs artificials en els Estats Units. Per això, cada vegada més productors de focs artificials han començat a utilitzar compostos més estables com el nitrat de bari i el carbonat de bari.

## Perill pel medi ambient
El clorat de bari és tòxic pels éssers humans i també pot fer malbé l'entorn. És molt nociu pels organismes aquàtics si és lixiviat a l'aigua. Els vessaments químics d'aquest compost, tot i que no són habituals, poden fer malbé ecosistemes sencers i haurien de ser impedits. És necessari disposar aquest compost com a residu perillós. La Environmental Protection Agency classifica el clorat de bari com a perillós.